# 시마네 대학
시마네 대학(일본어: 島根大学, Shimane University)은 일본의 국립 대학이다. 대학 본부는 시마네현 마쓰에시에 있다.

## 연혁
시마네 대학은 1949년에 마쓰에 고등학교(松江高等學校), 시마네 사범학교(島根師範學校), 시마네 청년 사범학교(島根靑年師範學校)를 통합하여 설립되었다. 2003년에 구 시마네 의과대학(島根醫科大學)이 의학부가 되었다.
- 1949년 : 시마네 대학 발족 (학부: 문리학부, 교육학부).
- 1965년 : 시마네 현립 시마네 농과대학(島根縣立島根農科大學)을 통합. 농학부 설치.
- 1975년 : 시마네 의과대학 설립.
- 1978년 : 문리학부를 분리: 법문학부, 이학부.
- 1995년 : 이학부와 농학부를 개편: 종합 이공학부, 생물자원과학부.
- 2003년 : 시마네 의과대학을 통합. 의학부 설치.

이하, 시마네 대학에 통합된 구 학교들의 연혁이다.
- 1920년 : 마쓰에 고등학교 설립.
- 1921년 : 현 마쓰에 캠퍼스로 이전.
- 1949년 : 시마네 대학 문리학부가 됨.

- 1875년 : 시마네 현 소학 교원 전습소(島根縣小學敎員傳習所) 설립.
- 1876년 : 마쓰에 사범학교(松江師範學校)로 개칭.
- 1884년 : 시마네 현 사범학교(島根縣師範學校)로 개칭.
- 1886년 : 시마네 현 심상 사범학교로 개칭.
- 1898년 : 시마네 현 사범학교로 개칭.
- 1903년 : 남자 사범학교와 여자 사범학교를 분리.
- 1943년 : 남자 사범학교를 여자 사범학교와 통합. 관립 시마네 사범학교로 승격.
- 1949년 : 시마네 대학 교육학부가 됨.

- 1933년 : 시마네 현립 실업공민학교 교원 양성소(島根縣立實業公民學校敎員養成所) 설립.
- 1935년 : 시마네 현립 청년학교 교원 양성소(島根縣立靑年學校敎員養成所)로 개칭.
- 1944년 : 관립 시마네 청년 사범학교로 승격.
- 1949년 : 시마네 대학 교육학부가 됨.

## 캠퍼스
- 마쓰에(松江) 캠퍼스: 대학 본부 캠퍼스.
- 시마네현 마쓰에시 니시카와쓰초(西川津町) 1060.
- 이즈모(出雲) 캠퍼스: 의학부 캠퍼스.
- 시마네 현 이즈모시(出雲市) 엔야초(塩冶町) 89-1.

## 조직

### 학부
- 법문학부
  - 법경(法経)학과
  - 사회문화학과
  - 언어문화학과
- 교육학부
- 의학부
  - 의학과 (6년제)
  - 간호학과
- 종합 이공학부
  - 물질과학과
  - 지구자원환경학과
  - 수리(數理)/정보 시스템 학과
  - 전자제어 시스템 학과
  - 재료 프로세스 학과
- 생물자원과학부
  - 생물과학과
  - 생태환경과학과
  - 생명공학과
  - 농업생산학과
  - 지역개발과학과

### 대학원
- 인문사회과학 연구과 (석사 과정)
- 교육학 연구과 (석사 과정)
- 의학계 연구과
- 종합 이공학 연구과
- 생물자원과학 연구과 (석사 과정)
- 연합 농학 연구과 (본부: 돗토리 대학. 박사 과정)
- 법무 연구과 (법과대학원)

### 부속기관
- 도서관
- 의학부 부속 병원
- 생물자원학부 부속 생물자원 교육연구 센터
- 교육학부 부속 학교 (초등학교, 중학교, 유치원, 특별지원학교)